# Provincia de Pordenone
Pordenone (en italiano: provincia di Pordenone) es una provincia de la región del Friul-Venecia Julia, en Italia. Su capital y ciudad más poblada es Pordenone.
Tiene un área de 2273 km², y una población total de 286.307 hab. (2001). Hay 51 comuni (municipios) en la provincia (fuente: ISTAT, véase este enlace).
Limita al este y norte con la provincia de Udine; al oeste con la provincia de Belluno y la de Treviso; y al sur con la provincia de Venecia.